# Watertoren (Enschede Menkotoren)
De watertoren van Menko werd vroeger gebruikt ten behoeve van de spinnerij, weverij en ververij van het fabriekcomplex Menko in Enschede.
De watertoren bevat de tekst "N.J. Menko" en staat meer dan een eeuw aan de Bosuilstraat in de wijk Roombeek. De fabriek met de toren is gebouwd in 1912 en is ondertussen omgebouwd tot appartementen waarbij de historische details aan de buitenkant zo veel mogelijk gehandhaafd zijn gebleven.
De toren raakte beschadigd na de vuurwerkramp in het jaar 2000, maar kon worden hersteld.